# Москва-Південний Порт
Москва-Південний Порт — залізнична станція Малого кільця Московської залізниці в Москві. Входить до Московсько-Курського центру організації роботи залізничних станцій ДЦС-1 Московської дирекції управління рухом. За основним застосуванням є проміжною, за обсягом роботи віднесена до 4 класу. Раніше була вантажною станцією 2 класу.

## Розташування
Станція знаходиться на відгалуженні від головного входу Малого кільця (від станції Угрешська) до станції Любліно-Сортувальне. Має два парки — парк Південний Порт на самій лінії і тупиковий парк Південна Гавань на додатковому відгалуженні в сторону Південного річкового порту.
Розташовано на схід від метро «Кожуховська» і північний захід від метро «Печатники», поруч з електродепо «Печатники », на північ від вантажних причалів Південного порту. З південної горловини станції виходять колії до метродепо «Печатники» і до станції Любліно-Сортувальне Курського ходу. З північної горловини станції виходять колії до території колишнього АЗЛК, території Південного порту і станції Угрешська.

## Гейт метрополітен/залізниця
Одна з під'їзних колій з південної горловини станції прямує у ворота, за якими знаходиться територія метродепо «Печатники». Це другий діючий в даний час гейт між залізницею і Московським метрополітеном, перший — між станцією Підмосковна і електродепо «Сокіл».

## Призначення
Станція виконувала операції приймання і видачі вантажів вагонними і дрібними відправленнями, а також вантажів в універсальних контейнерах транспорту масою брутто 20 т на під'їзних коліях.
Вагонні відправлення здійснюють тільки на під'їзних коліях і місцях незагального користування. Перевезення вантажів в універсальних контейнерах вимагає оформлення перевізних документів.